# Kaper
 For alternative betydninger, se Kaper (flertydig). (Se også artikler, som begynder med Kaper)
En kaper (fransk: corsaire, engelsk: privateer) er et privat skib, der ved en bemyndigelse (kaldet "kaperbrev", fransk: lettre de marque, engelsk: letter of marque) fra en krigsførende stat berettiges til at deltage i fjendtligheder til søs og navnlig til at kapre fjendtlige handelsskibe.
Ejeren af eller kaptajnen på en sådan kaperbåd fik i almindelighed kun kaperbrev mod at påtage sig visse forpligtelser, fx til at overholde krigsretsreglerne og lade spørgsmålet om lovligheden af kapringen afgøre ved prisedomstole, oprettede af den stat, der udstedte kaperbrevet.

## Historie
Fra det 15. til det 18. århundrede, da kaperiet især florerede, udstedte krigsførende magter ofte kaperbreve til neutrale magters undersåtter, men fra det 18. århundrede forbød mange lande deres undersåtter at tage mod kaperbreve fra andre stater end deres egen. Samtidig voksede modstanden mod kapervæsenet. Et isoleret eksempel på en delvis afskaffelse af kaperiet forekommer allerede i en traktat af 1675 mellem Sverige og Nederlandene, men først et århundrede senere blev sådanne bestræbelser af større betydning. I 1785 forpligtede Preussen og Amerikas Forenede Stater sig til ikke at anvende kaperi mod hinanden, og kort efter blev kaperiet forbudt i Frankrig. I Danmark blev kaperbreve uddelt blandt andet under krigen mod Sverige i 1675-1676 og under Kanonbådskrigen 1807-1812 med England efter englændernes bortførelse af orlogsflåden i 1807, og 28. marts 1810 udstedtes et dansk-norsk "Reglement for kaperfarten og prisernes lovlige pådømmelse". Den sidste danske kaper, Carl C. Jeremiassen, opererede med held i det Sydkinesiske Hav fra 1879 til cirka år 1881 i vicekongen af Kantons tjeneste.
Under krigen 1848–50 anvendte den danske regering ikke kapere, og det samme gjaldt England og Frankrig under Krimkrigen 1854–56.

## Kaperfartens ophør
Ved Pariser-Søretsdeklarationen af 16. april 1856 erklærede de europæiske stormagter med flere, at "kaperi er og bliver afskaffet" (la course est et demeure abolie). Denne traktat blev senere tiltrådt af de fleste andre magter (også Danmark, Norge og Sverige), undtagen af bl.a. USA, der ikke ville give afkald på retten til at anvende kapere, med mindre privatejendomsretten blev fuldstændig respekteret under søkrig, fraset kontrabande. Kapere har ikke været anvendt side 1856. Under Salpeterkrigen mellem Chile og Peru-Bolivia 1879-1884 forsøgte Bolivia at hyre kapere, men ingen skibe ønskede at indgå en kontrakt. Kaperi kan nu anses for afskaffet. I overensstemmelse hermed forbød anordning af 7. august 1914 i forbindelse med 1. verdenskrig danske undersåtter at udruste eller deltage i udrustning af kapere mod nogen af de krigsførende magter, deres undersåtter eller ejendom, eller at tage tjeneste om bord på en kaper.